# Independência total
Independência total és l'himne nacional de São Tomé i Príncipe. L'himne, adoptat en 1975, fou escrit per Alda Neves da Graça do Espírito Santo (1926–) i compost per Manuel dos Santos Barreto de Sousa e Almeida (1933–).

## Lletra
Lletra en portuguès
Cor:
Independência total,
Glorioso canto do povo,
Independência total,
Hino sagrado de combate.
Dinamismo
Na luta nacional,
Juramento eterno
No pais soberano de São Tomé e Príncipe.
Guerrilheiro da guerra sem armas na mão,
Chama viva na alma do porvo,
Congregando os filhos das ilhas
Em redor da Pátria Imortal.
Independência total, total e completa,
Costruindo, no progresso e na paz,
A nação ditosa da Terra,
Com os braços heróicos do povo.
Cor
Trabalhando, lutando, presente em vencendo,
Caminhamos a passos gigantes
Na cruzada dos povos africanos,
Hasteando a bandeira nacional.
Voz do porvo, presente, presente em conjunto,
Vibra rijo no coro da esperança
Ser herói no hora do perigo,
Ser herói no ressurgir do País.
Cor
Dinamismo
Na luta nacional,
Juramento eterno
No pais soberano de São Tomé e Príncipe.